# Martin (sanger)
Martin Hoberg Hedegaard (født 9. oktober 1992) er en dansk sanger, sangskriver og producer. Efter at have vundet første sæson af det danske DR-talentshow X Factor i 2008 som 15-årig, har han siden 2015 været aktiv i sit solo-projekt, Saveus. Før solo-projektet udsendte Hedegaard under navnet 'Martin' sit debutalbum Show the World i maj 2008, som solgte over 90.000 eksemplarer. Efter endt samarbejde med sit pladeselskab, Sony BMG, fortsatte han som sangskriver for andre artister, heriblandt Shaka Loveless og flere K-pop-grupper såsom EXO, Girls Generation og TVXQ.
I 2015 debuterede Hedegaard som Saveus under en uannonceret optræden ved P3 Guld, hvor han optrådte med singlen "Levitate Me". I 2017 udkom Saveus' debut EP Will Somebody Save Us, og i 2018 udkom debutalbummet Neuro, som indeholdt singler som "Ready To Die" og "Time Can Heal A Man". I september 2022 udkom albummet Rainman.

## Privatliv
Hedegaard er født den 9. oktober 1992 i Ørum som søn af Gitta Hoberg Hedegaard og Peder Hedegaard, bankmand. Han har også to ældre brødre, Anders og Simon.

## Karriere

### X FactorogShow the World(2008)
Hedegaard stillede i 2008 op til audition i den første sæson af det danske X Factor, hvor han sang for de tre dommere; Remee, Lina Rafn og Thomas Blachman. Han gik videre fra auditionen, hvor han blev placeret i kategorien ‘Sangere 15-25 (år)’, hvor han fik Remee som sin mentor. Igennem programmet optrådte han med sange som bl.a. "Somebody To Love" og "Rock With You" og han blev sammenlignet med en ung Michael Jackson. Ligeledes roste skaberen af X Factor, Simon Cowell, som havde set klip af Hedegaards optræden, Hedegaards tonesikkerhed og kaldte ham for "en ung Justin Timberlake". Gennem hele sæsonen var Hedegaard bookmakernes favorit til at vinde, hvilket kulminerede, da Hedegaard den 28. marts 2008 vandt X Factor-finalen over Laura, og vandt en pladekontrakt til værdi af 1 mio. med Sony BMG.
Hedegaards første singleudspil "The 1" udkom til download lige efter X Factor-finalens afslutning den 28. marts 2008. Sangen blev skrevet af den danske sangskriver Brinck og produceret af færøske Óli Poulsen og svenske Per Sunding. Efter tre dage var nummeret blevet hentet 10.000 gange, hvilket udløste en guldplade, og efter en uge var den blevet hentet 15.000 gange og var dermed den hurtigste sælgende single i Danmarkshistorien. Singlen lå placeret som nr. 1 gennem fire uger på den officielle danske hitliste og modtog i maj dobbelt platin. Hedegaards anden single "Show the World" og forløberen til albummet af samme navn udkom den 12. maj 2008. Singlen lå ligeledes som nr. 1 i fire uger og modtog i august platin. Singlen blev i august samme år udgivet af det sydkoreanske boyband SHINee.
Den 30. maj 2008 udkom Martins debutalbum Show the World, som modtog blandede anmeldelser. Albummet blev primært skrevet og produceret af Remee og Thomas Troelsen. Forskellige salgssteder gav ved køb af hele albummet køberen et bonusnummer med. Således fik man fra Hedegaards egen hjemmeside nummeret "Somebody to Love", mens iTunes gav "Everything I Want". Albummet solgte 36.000 eksemplarer på to dage, hvilket resulterede i at det gik direkte ind på førstepladsen af album-hitlisten. Albummet modtog samtidig dobbelt platin for 60.000 bestilte eksemplarer af butikkerne. I albummets første hele uge i handlen solgte Show the World 18.000 eksemplarer. Show the World blev det næstmest sælgende album i 2008 med 91.000 solgte eksemplarer, kun overgået af Duffys Rockferry.
Den 17. december 2008 meddelte Sony Music, at de havde afbrudt samarbejdet med Hedegaard. Hedegaard udtalte i den forbindelse, at X Factor havde været en træningsbase, og at kontrakten med Sony fik ham i gang. I stedet havde han indgået et samarbejde med Remees selskab Remee&Friends. Om fremtidsplanerne udtalte Hedegaard: "Det er dejligt at have Remee i ryggen. Så nu skal jeg i gang med at skrive sange og finde et nyt pladeselskab".

### EfterX-factor(2009-2017)
Hedegaard fortsatte i 2009 tilbage i Jylland på Viborg Katedralskole, hvor han samtidig skrev sange og producerede musik sammen med andre musikere og kunstnere bl.a. Fridolin Nordsø og Frederik Nordsø. Her skrev de blandt singlen "Galaxy Supernova" til det koreanske pigeband Girls Generation.
Den 15. juni 2013 optrådte Hedegaard sammen med The William Blakes på Northside Festival, hvor han medvirkede under hele koncerten som en del af bandet, og sang på gruppens to sange, "Caves and Light" og "Plane to Spain".
I september 2013 kom det frem, at Hedegaard har været med til at skrive sangen "Dengang du græd" af Shaka Loveless, sammen med andre medkomponister. Samme år spillede han bas på Christophers singlehit "Told You So".
Den 6. november 2017 udkom det sydkoreanske band Super Junior med et nyt album, hvor Hedegaard var med til at komponere sangen “Black Suit”.

### Saveus (2015-)
Den 16. oktober 2015 debuterede Hedegaard som Saveus ved en uannonceret og hemmeligholdt optræden ved P3 Guld i DR Koncerthuset i København. Han optrådte med singlen "Levitate Me", som egentlig havde ligget tilgængelig på YouTube siden maj samme år, men under kunstnernavnet "Saveus". For at holde Hedegaards medvirken hemmelig for offentligheden op til prisuddelingen blev Hedegaard omtalt som "Steffen Brandt" (forsanger i det danske band TV2) i alle manuskripter og systemer. Nummeret "Levitate Me" gik efterfølgende ind på iTunes-hitlistens førsteplads. Efterfølgende blev hans projekt nomineret til Carls Prisen 2016 som ‘Årets Talent’ og til Steppeulven 2016 som ‘Årets Håb’. Hedegaard havde indgået samarbejde med Copenhagen Records omkring Saveus og udover Hedegaard består Saveus af Simon McGregor (synth), Kasper Krabbe (guitar) og Mathias Miang (trommer).
Saveus varmede i 2015 op for den engelske popgruppe Years & Years på deres Europa Tour, hvor der i København blev nævnt, at Years & Years "måtte stå i skyggen af Saveus". Efterfølgende markerede Saveus sig som et stort upcoming live-act ved Spot Festival 2016, hvor han både modtog 6 stjerner af Gaffa med overskriften "En euforisk prædiken" mens Soundvenue gav 5 stjerner med ordene "Saveus forløste potentialet". Senere optrådte han bl.a. på festivallerne Roskilde Festival og Skanderborg Festival, hvor begge koncerter blev rost af anmeldere, heriblandt Ekstrabladets anmelder, Henrik Queitsch, med 5 stjerner.
I januar 2017 udgav Saveus sin debut-ep Will Somebody Save Us, som udover de to singler "Everchanging" og "Levitate Me" (henholdsvis 17. juni 2016 og 14. april 2017) inkluderer yderligere tre nye numre samt et remix af singlen "Levitate Me". Ep'en blev modtaget overvejende positivt med 5 ud af 6 stjerner fra Berlingske Tidende og 4 ud af 6 stjerner fra GAFFA og Soundvenue. Ekstra Bladets Thomas Treo gav ep'en 3 stjerner.
Den 24. marts 2017 udkom dokumentarserien Martin uden X på fire afsnit på DR3, som omhandler tilblivelsen af Saveus-projektet.
I sommeren 2017 vandt Saveus Politikens "I byen"-pris for ‘Årets musiker’. Senere på året blev singlen "Watch The World" spillet på Elton Johns radioshow Rocket Hour, hvor Elton John præsenterede Saveus. 
I april 2018 blev det annonceret at Saveus skulle åbne Orange Scene på Roskilde Festival den 30. juni 2018.

## Diskografi

### Albums
| Titel                                                                      | Albumdetaljer                                                        | Højeste placering | Som    | Certificering |
| Titel                                                                      | Albumdetaljer                                                        | Danmark           | Som    | Certificering |
| -------------------------------------------------------------------------- | -------------------------------------------------------------------- | ----------------- | ------ | ------------- |
| Show the World                                                             | - Udgivet: 30. maj 2008 - Selskab: Sony BMG Music - Format: CD       | —                 | Martin |               |
| Will Somebody Save Us (EP)                                                 | - Udgivet: 20. januar 2017                                           | 5                 | Saveus | Guld          |
| Neuro                                                                      | - Udgivet: 25. maj 2018 - Selskab: Universal Music - Format: CD      | 5                 | Saveus | Platin        |
| Rainman                                                                    | - Udgivet: 30. december 2022 - Selskab: Universal Music - Format: CD | 5                 | Saveus |               |
| "—" markerer en udgivelse, hvor der ikke er registreret hitlisteplacering. |                                                                      |                   |        |               |

### Singler
| År                                                               | Titel                                | Højeste placering | Certificering | Som    | Album                      |
| År                                                               | Titel                                | Danmark           | Certificering | Som    | Album                      |
| ---------------------------------------------------------------- | ------------------------------------ | ----------------- | ------------- | ------ | -------------------------- |
| 2008                                                             | "The 1"                              | 1                 |               | Martin | Show the World             |
| 2008                                                             | "Show The World"                     | 1                 |               | Martin | Show the World             |
| 2015                                                             | "Levitate Me"                        | 11                | Guld          |        | Will Somebody Save Us (EP) |
| 2017                                                             | "Himalaya"                           | —                 | Platin        | Saveus |                            |
| 2017                                                             | "Watch the World"                    | —                 |               | Saveus |                            |
| 2017                                                             | "Time Can Heal A Man"                | —                 | Guld          | Saveus |                            |
| 2017                                                             | "Everchanging"                       | —                 | Guld          | Saveus | Will Somebody Save Us (EP) |
| 2018                                                             | "Ready to Die"                       | —                 | Platin        | Saveus | Neuro                      |
| 2020                                                             | "Traitors"                           | —                 |               | Saveus |                            |
| 2022                                                             | "Verden Vågner" (Gilli feat. Saveus) | —                 | Platin        | Saveus | Suave World                |
| 2024                                                             | "Rush"                               | —                 |               | Saveus |                            |
| 2025                                                             | "Afterall"                           | —                 |               | Saveus |                            |
| "—" markerer en udgivelse der ikke opnåede en hitlisteplacering. |                                      |                   |               |        |                            |